# 中央-盧瓦爾河谷大區快速運輸

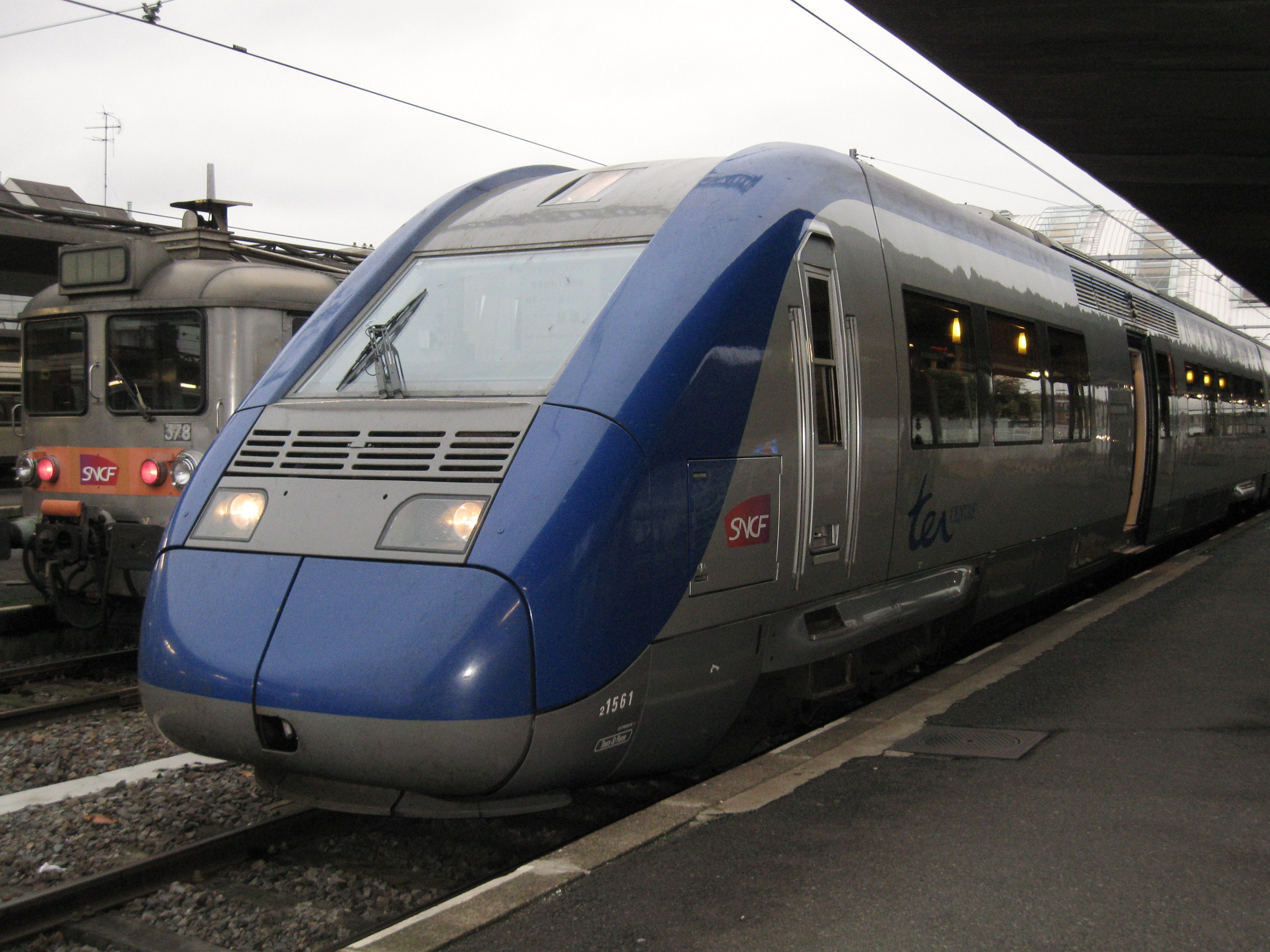

中央-卢瓦尔河谷大区公共交通（法語：Transport Express Régional - Centre-Val-de-Loire）是法国的一个区域性公共交通系统，服务于法国西北部的中央-卢瓦尔河谷大区并因此而得名。

## 名称
在2015年以前，中央-卢瓦尔河谷大区的官方名称为中央大区（法語：Région Centre），因此对应的大区公共交通也名为"中央大区公共交通"。

## 线路
截止2019年1月底，中央-卢瓦尔河谷大区公共交通共有28条线路。

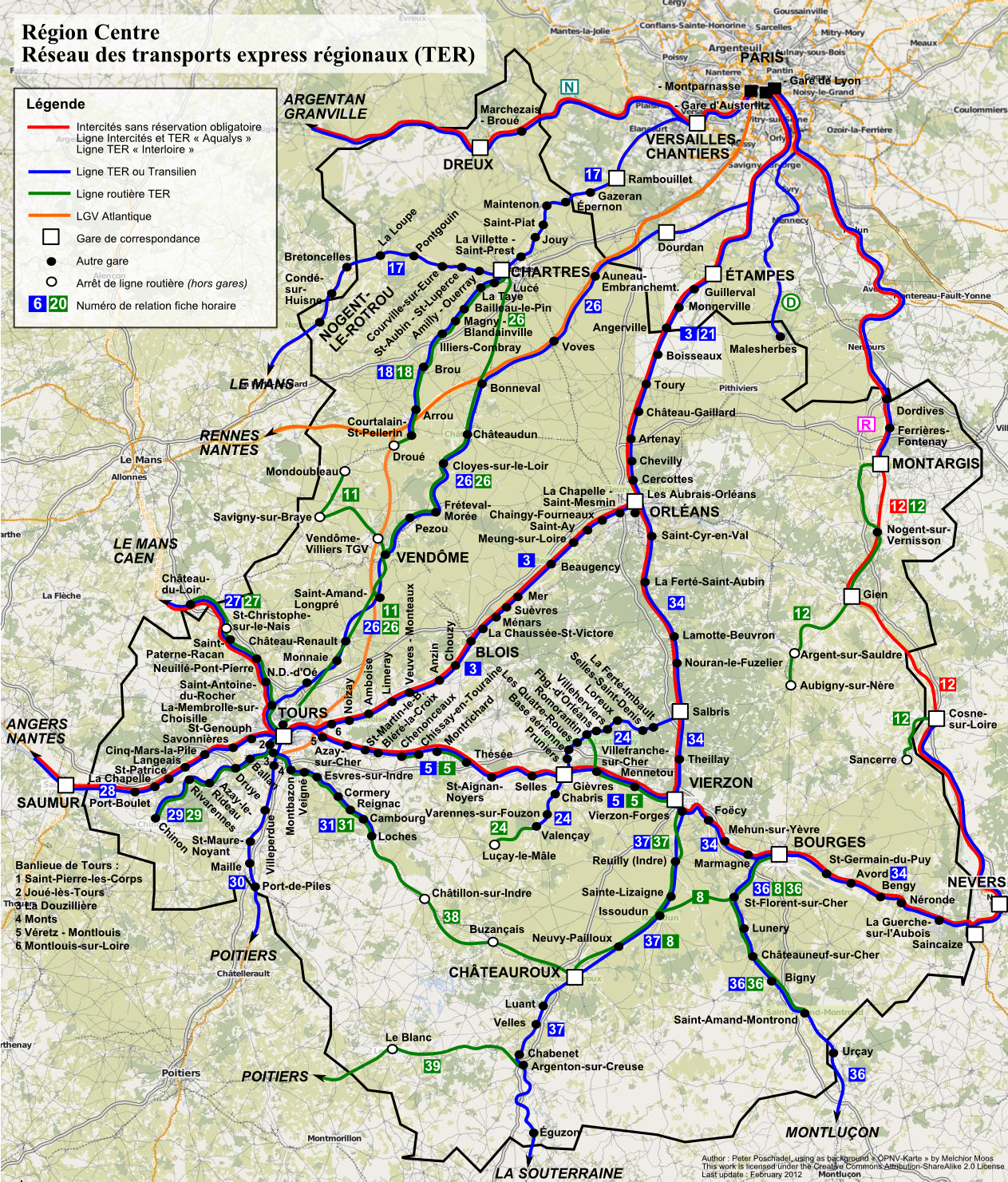
中央-卢瓦尔河谷大区公共交通线路示意图（2012年）